# ジェントル・ジャイアント
ジェントル・ジャイアント（Gentle Giant）は、イングランド出身の1970年代に活動したプログレッシブ・ロック・バンド。

## 概要

### デビュー
サイモン・デュプリー&ザ・ビッグ・サウンドというバンドにいたデレク、レイ、フィルのシャルマン兄弟を中心に結成され、1970年にアルバム『ジェントル・ジャイアント』でデビューする。

### 全盛期
技巧派のジャズ・ロックにトラッドや古楽の要素を織り交ぜた音楽性で、批評家からの評価とは裏腹にセールスに恵まれなかったが、1972年の4thアルバム『オクトパス』からハード・ロックやポップスの要素も取り入れるようになり、更にチェンバー・ロック的で複雑なアンサンブルに変化し、1975年の7thアルバム『フリー・ハンド』までセールスが上向いた。

### 晩年
1970年代後半になりプログレッシブ・ロック自体が退潮すると、更に流行のパンクやニュー・ウェイヴの要素も取り入れつつ、よりコンテンポラリーなポップミュージックを志向するようになる。しかしやがて行き詰まり、1980年に解散した。

### 解散後 - 来日
解散後、シャルマン兄弟がミュージシャンを引退したこともあり、再結成を望む声が多いものの実現せずにいる一方で、元メンバーのゲイリー・グリーンとマルコム・モルティモアが2008年に「Rentle Giant」というバンドを立ち上げてライブ活動を開始した。
2009年には、ケリー・ミネアがこれに合流して「スリー・フレンズ (Three Friends)」を結成。ヨーロッパやアメリカ等のツアーを経て、同年9月にジェントル・ジャイアント名義では実現しなかった来日公演を行った。

## スタイル

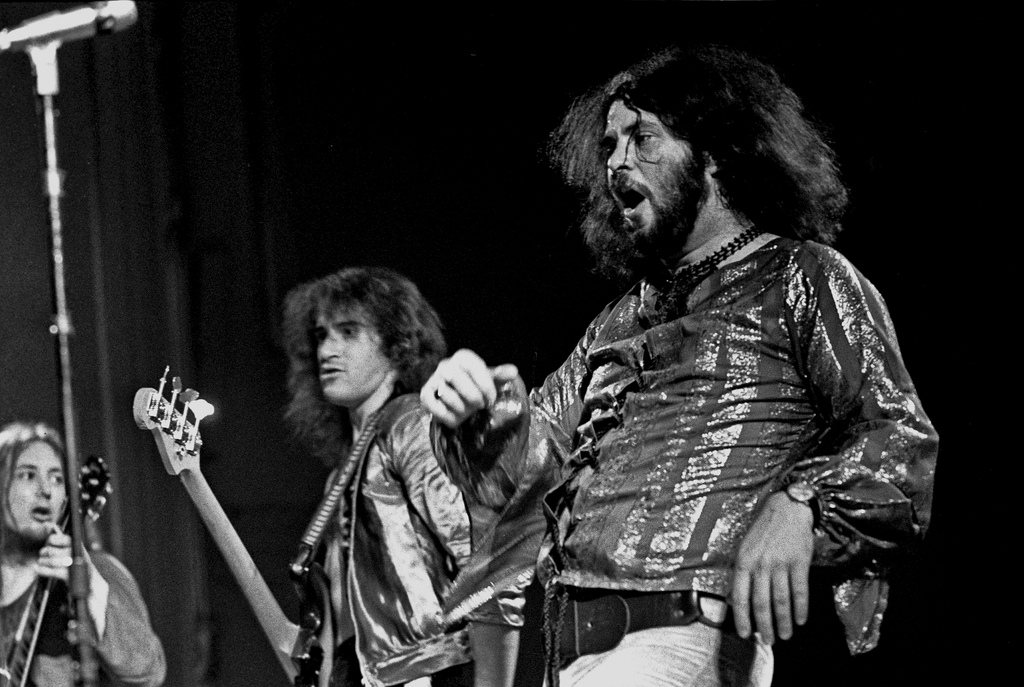
ドイツ・ハンブルク公演 (1974年)

マルコム・モルティモアを除く全メンバーが複数の楽器を巧みに使い分けるマルチプレーヤーであり、各メンバーの持つ卓越した演奏技術をベースに複雑かつ洗練された音楽性によって知られた。変拍子やポリリズム、多彩なジャンルの入り乱れる複雑な楽曲を、ライトなタッチで聴かせるアンサンブルと、メンバー全員によるコーラスワークは高い評価を受けている。そのため、その音楽性はアンサンブルの緊張感や技巧合戦の趣、幻想的な音空間といった俗に言う「プログレっぽさ」とはあまり関わりがなく、英国プログレッシブ・ロックシーンにおいては図抜けたポップさを持つ異色のバンドであると言える。
ロック以外のジャンルと結びつきが強いプログレッシブ・ロックというシーンにあって、ジェントル・ジャイアントはそれでもなお民俗音楽、ジャズ、ソウル、クラシック音楽といった非常にバラエティに富んだ音楽的アプローチを提示していた。また、他のプログレッシブ・ロックバンドでもクラシック音楽の影響を受けていたグループは存在したが、ジェントル・ジャイアントはロマン派音楽、中世西洋音楽、バロック音楽、20世紀のクラシック音楽、室内楽といった非常に時間的に広がりのある数多くの音楽からの影響も指摘されている。これらの点によって、商業的成功には恵まれなかったものの、カルト的な人気を獲得しており、またその音楽的多様性によって後世に強い影響を与えた。
歌詞に注目してみても、各メンバーの個人的な経験や、哲学、フランソワ・ラブレーやロナルド・D・レインの作品からの影響など、幅広いテーマに言及した。

## 歴代メンバー
デレク・シャルマン (Derek Shulman) - ボーカル/他 (1970年–1980年)
結成以来バンドのフロントマンとしてリードボーカルを担った。リコーダーやサクソフォン、クラビコードの他、ジェントル・ジャイアントが開発したシャルベリー（Shulberry）というエレキウクレレとでもいうべき3本の弦からなる楽器を担当した（下の写真で彼が演奏している物がシュルベリーである）。解散後はレコード会社の重役に転身、辣腕のA&R担当としてポリグラム・レコードに在籍し、ボン・ジョヴィ、 ダン・リード・ネットワーク、シンデレラ、キングダム・カム、イナフ・ズナフ等と契約。その後アトコ・レコード、 ロードランナー・レコードのCEOを歴任、アトコではドリーム・シアターやパンテラ、ロードランナーではスリップノットやニッケルバックらと契約を交わした。同時期にAC/DCやバッド・カンパニーの再ブレイクを仕掛けた。 現在は世界的な音楽興行主であるレオナルド・パブコヴィッチと共同で、2PLUS Music & Entertainmentという会社を立ち上げており、2012年には日本のヘヴィメタルバンドLOUDNESSとも契約を交わしたが、『THUNDER IN THE EAST』頃の様な音楽性を求めるデレク側と現代的なヘヴィメタル像を模索していたLOUDNESS側との方向性の違いにより契約破棄にしている。
ケリー・ミネア (Kerry Minnear) - キーボード/他 (1970年–1980年)
王立音楽院でクラシック音楽の教育を受け、作曲の学位を取得したという経歴を持つ。マルチプレイヤーがそろったジェントル・ジャイアントの面々の中でも担当楽器が際立って多く、チェロ、ギター、ベースといった弦楽器からマリンバ、ヴィブラフォン、ティンパニ、ドラムセットといった打楽器系、果てはテルミンも担当した。教会の牧師をしており、教会のオルガン奏者をはじめ、解散後の1980年代には、クリスチャンバンドのザ・リーパーズのメンバーとしても活動した。また、彼と妻のレスリーは、ジェントル・ジャイアントのCDやDVDをリリースする「Alucard Music」を経営している。息子のサム・ミネアは、オルタナティブ・ポップ・グループ、Misty's Big Adventureの創設メンバーである。
ゲイリー・グリーン (Gary Green) - ギター/他 (1970年–1980年)
主にギターを担当し、その他マンドリンやリコーダーの演奏もこなす。他のメンバーと比較してブルース的な演奏を好んだ。現在はマルコム・モルティモアと「スリーフレンズ」というバンドを組んでいる。兄、ジェフ・グリーンは、1970年代初頭にソフト・マシーンのローディーを務め、後にエルトン・ディーンと共演している。
レイ・シャルマン (Ray Shulman) - ベース/他 (1970年–1980年)
父親の影響から幼少よりトランペットに親しみ、また大英若年者管弦楽団に在籍しバイオリンやギターといった楽器を習得した。主にベースを担当したが、バイオリン、ビオラ、リコーダー、トランペット、ギター等も担当した。ケリー・ミネアと共に楽曲の多くを作曲している。解散後の1980年代後半から1990年代にかけて、プロデューサーとしてシュガーキューブス、サンデーズ、トラッシュキャン・シナトラズ、イアン・マッカロク等の作品をプロデュースした。また、「Privateer 2」や「Azrael's Tear」等のビデオゲームの音楽を手がけ、Head-Doctorという別名でトランス系のEPを2枚リリースしている。
その後は病状（病名は不明）が悪化し長い闘病生活の末、2023年3月30日に73歳で死去。
フィリップ(フィル)・シャルマン (Philip Shulman) - サックス (1970年–1973年)
アルト及びテナーサックス、フルート、クラリネット、メロフォン、トランペットといった金管楽器を得意としたがピアノやパーカッションも担当した。彼の脱退には、彼が長男であることや、バンドが超過密なスケジュールでブラック・サバスのコンサートに前座として出ていたことが関係している。というのも、明らかにジェントル・ジャイアントとブラック・サバスとでは音楽性が違いすぎるためコンサート毎に観客からブーイングをされながらも、オクトパスのリリースによるコンサートツアーもこなさなければならず、その上で長男という立場から兄弟たちの世話もしなければならなかった。これらの事がストレスとなり他のメンバーから了承も取り付けずに脱退してしまったのである。
マーティン・スミス (Martin Smith) - ドラムス (1970年–1971年)
ジャズドラムやブルース的なドラミングを持ち味としていた。1997年に、脳内出血により他界、葬儀には初期キング・クリムゾンのベーシスト、ゴードン・ハスケルが参列した。亡くなる2か月前までドラムを叩き続けていたという。
マルコム・モルティモア (Malcolm Mortimore) - ドラムス (1971年–1972年)
脱退後はセッションミュージシャンとして、アーサー・ブラウン、イアン・デューリー、トム・ジョーンズ等、様々なアーティストの作品に参加した。現在もゲイリー・グリーンとの「スリーフレンズ」等で精力的にツアーを行っている。
ジョン・ウェザーズ (John Weathers) - ドラムス/他 (1972年–1980年)
以前はアイズ・オブ・ブルーや英国R&Bシーンの創始者とも言及されるグレアム・ボンドのバンドに在籍。ジェントル・ジャイアントにはバイクで怪我をしたマルコム・モルティモアのピンチヒッターとして加入したが、そのまま正式なメンバーとなる。独特の激しくたたくドラミングによりファンから愛された。木琴やシロフォン、時々ボーカルも担当した。解散後はプログレッシブ・ロック・バンドのManに加入、最も長く在籍したドラマーとなった。脊髄小脳変性症と診断されるが、手術で無事回復。また、熱心な鳥類学者でもある。

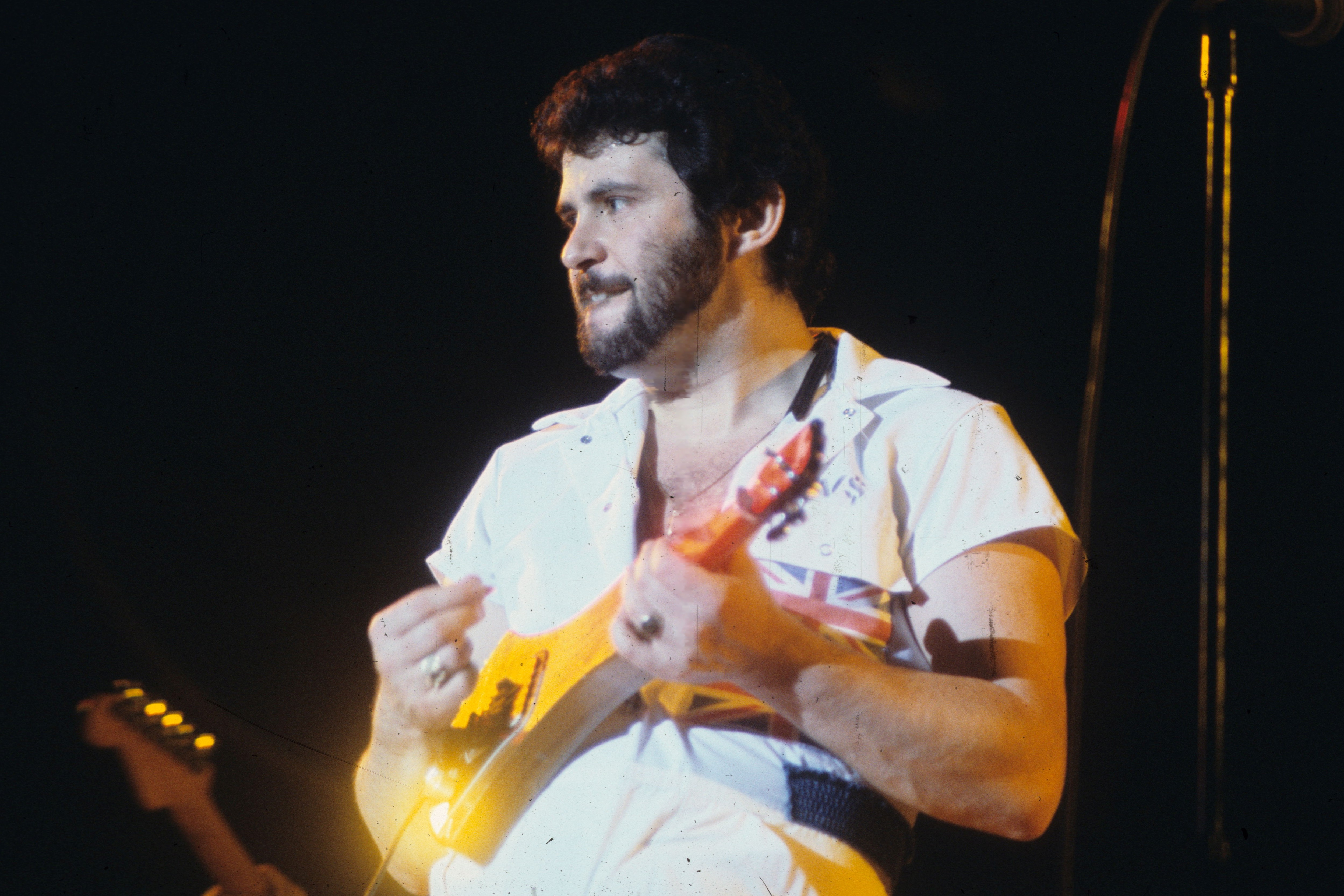
デレク・シャルマン (ボーカル)
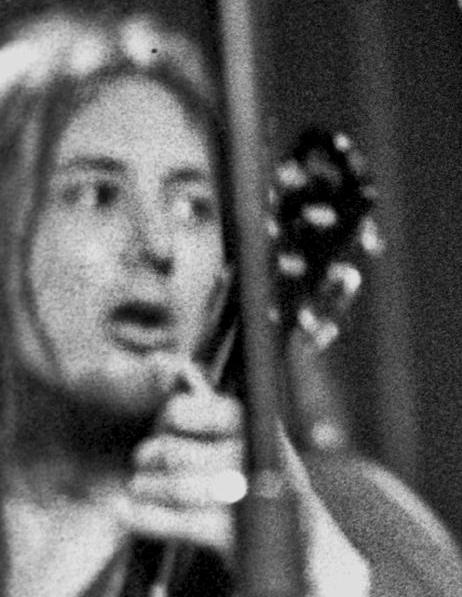
ゲイリー・グリーン (ギター)
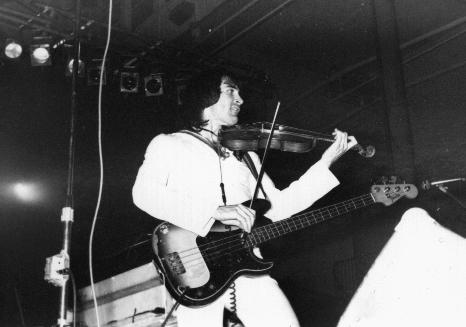
レイ・シャルマン (ベース)
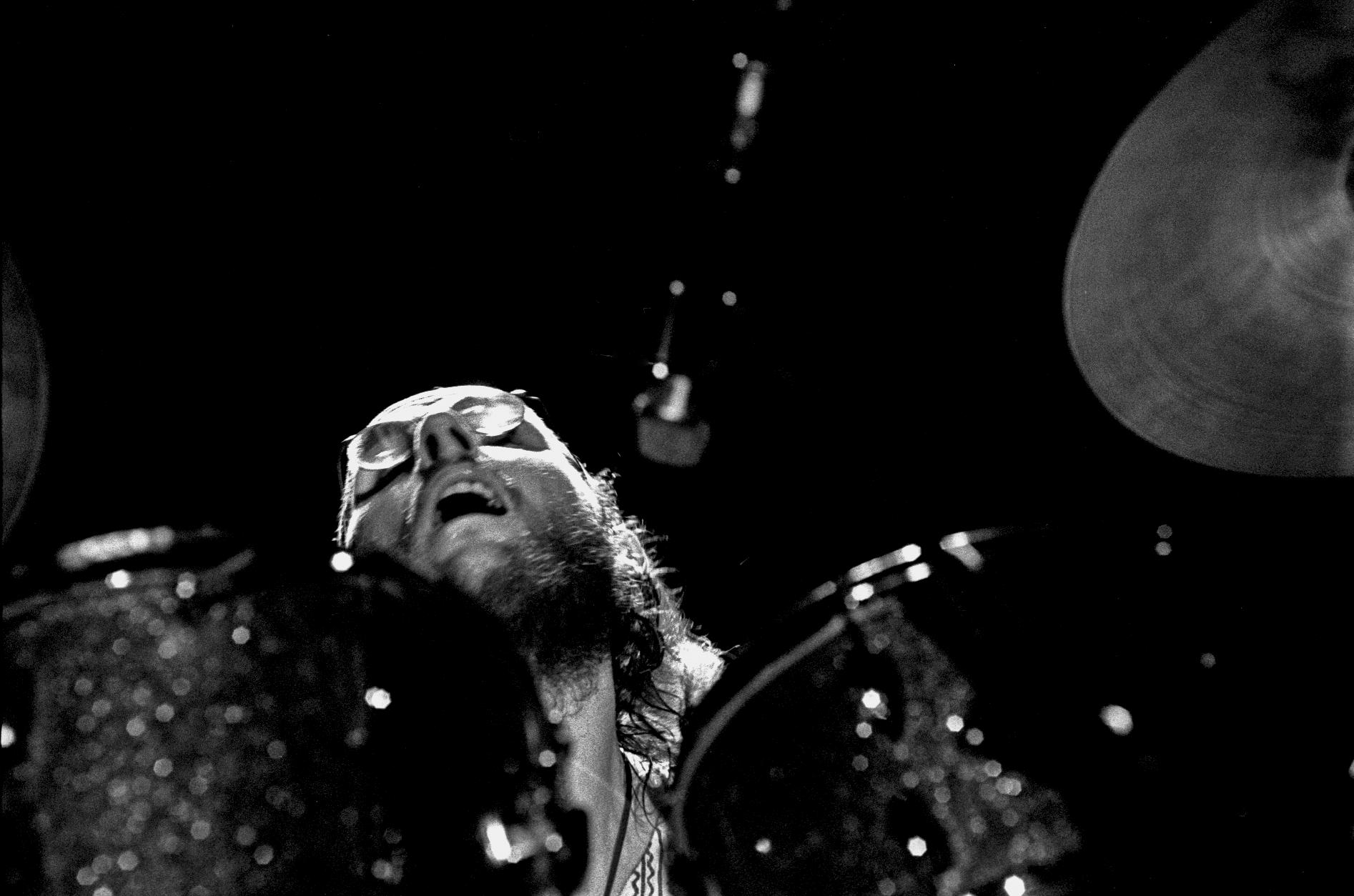
ジョン・ウェザーズ (ドラムス)

## ディスコグラフィ

### スタジオ・アルバム
- 『ジェントル・ジャイアント』 - Gentle Giant (1970年)
- 『アクワイアリング・ザ・テイスト』 - Acquiring the Taste (1971年)
- 『スリー・フレンズ』 - Three Friends (1972年)
- 『オクトパス』 - Octopus (1972年)
- 『イン・ア・グラス・ハウス』（旧邦題：『ガラスの家』） - In a Glass House (1973年)
- 『ザ・パワー・アンド・ザ・グローリー』 - The Power and the Glory (1974年)
- 『フリー・ハンド』 - Free Hand (1975年)
- 『インタヴュー』 - Interview (1976年)
- 『ザ・ミッシング・ピース』 - The Missing Piece (1977年)
- 『ジャイアント・フォー・ア・デイ』 - Giant for a Day! (1978年)
- 『シヴィリアン』 - Civilian (1980年)

### ライブ・アルバム
- 『プレイング・ザ・フール〜ライヴ』 - Playing the Fool (1976年)
- 『ライヴ・イン・コンサート』 - In Concert (1994年)
- 『アウト・オブ・ザ・ウッズ』 - Out of the Woods (1996年)
- 『ラスト・ステップ』 - The Last Steps (1996年)
- 『アウト・オブ・ザ・ファイア』 - Out of the Fire (1998年)
- 『キング・ビスケット・ライヴ』 - King Biscuit Flower Hour Presents (1998年)
- 『ライヴ・ローマ1974』 - Live Rome 1974 (2000年)
- 『インタヴュー・イン・コンサート』 - In'terview in Concert (2000年)
- 『イン・ア・パレスポート・ハウス』 - In a Palesport House (2000年)
- 『アーティスティカリー・クライム』 - Artistically Cryme (2002年)
- 『エンドレス・ライフ』 - Endless Life (2002年)
- 『ザ・ミッシング・フェイス』 - The Missing Face (2002年)
- 『プロローグ』 - Prologue (2003年)
- 『ライヴ・イン・ストックホルム '75』 - Live in Stockholm '75 (2009年)
- 『キング・アルフレッズ・カレッジ 1971』 - King Alfred's College, Winchester 1971 (2009年)